# Rambouillet
Rambouillet /ʁɑ̃buˈjɛ/ è un comune francese di 26 971 abitanti situato nel dipartimento degli Yvelines nella regione dell'Île-de-France.
I suoi abitanti si chiamano Rambolitains /ʁɑ̃bɔliˈtɛ̃/.

## Storia
La prima menzione dell'esistenza del villaggio di Rambouillet risale al 768, quando figura nella donazione della Foresta di Yveline fatta da Pipino il Breve alla Basilica di Saint-Denis sotto il nome di Rambolitum. Nel 1784 il re Luigi XVI acquistò la tenuta di Rambouillet per far costruire per la regina una latteria nel parco.
Il castello di Rambouillet, residenza ufficiale del Presidente della Repubblica francese insieme all'Eliseo, è stato sede di numerosi incontri internazionali, tra cui il primo vertice del G8 (all'epoca si chiamava G6) nel 1975.

## Società

### Evoluzione demografica
Abitanti censiti

## Amministrazione

### Gemellaggi
- Great Yarmouth, dal 1956
- Kirchheim unter Teck
- Waterloo, dal 1986